# Aggregat 8

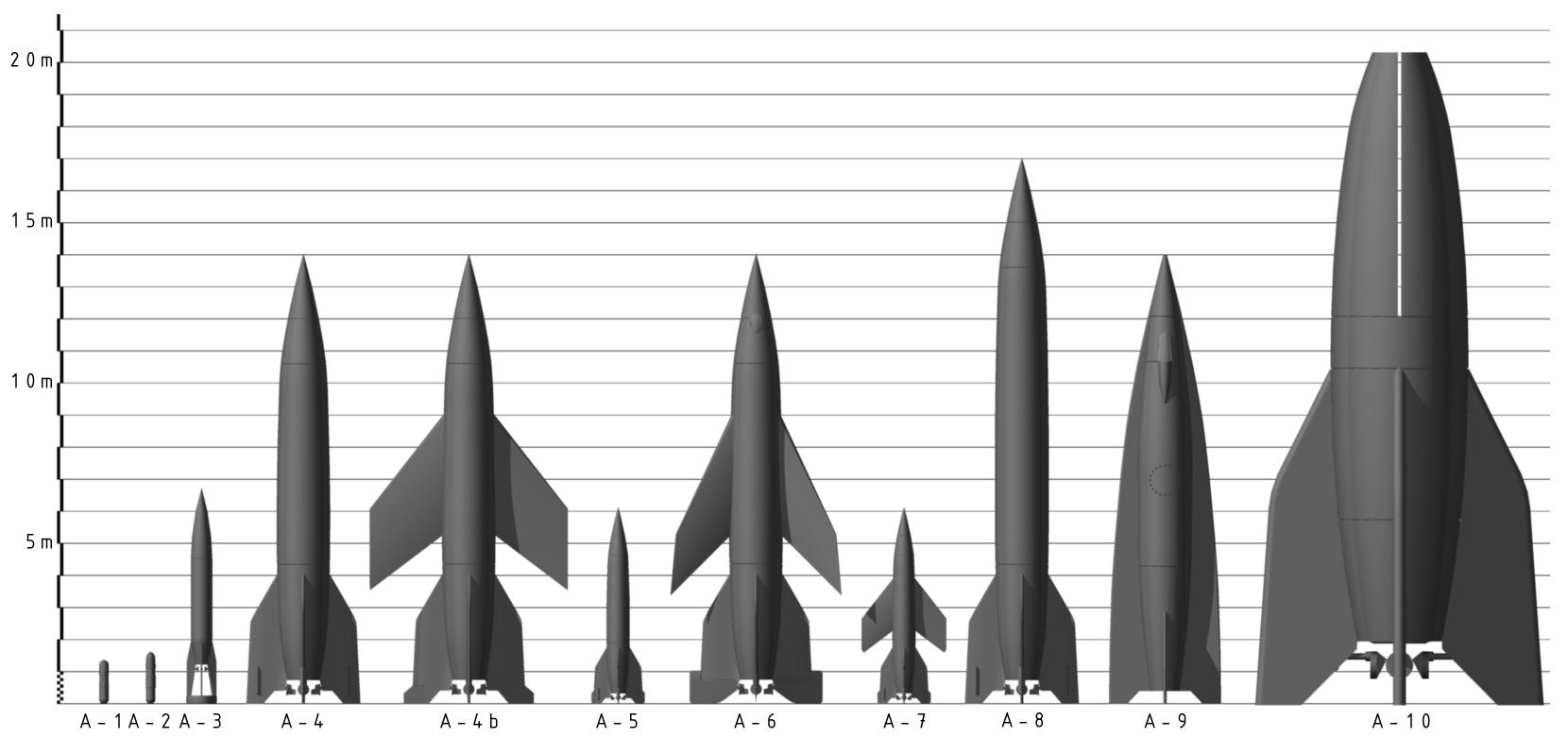
Größenvergleich

Aggregat 8 (kurz: A8) war die Bezeichnung für ein in der HVA Peenemünde ausgearbeitetes Raketenprojekt, welches wegen der fortschreitenden Kriegslage nicht mehr realisiert wurde. Die Aggregat 8 sollte bei einer Startmasse von 22.370 kg einen Startschub von 340 kN haben. Der Durchmesser sollte 1,78 m betragen. Die errechnete Reichweite der A8 lag bei bis zu 550 km und mehr.